# 水尾 (桃園市楊梅區)
水尾，是臺灣桃園市楊梅區的一個傳統地域名稱，位於該區中部。相較於今日行政區，其範圍大致與水美里相近。

## 歷史
台灣清治末期至日治初期，水尾地區為一街庄，稱為「水尾庄」，隸屬於竹北二堡。該庄西北與上田心仔庄為鄰，北與高山頂庄為鄰，東與大金山下庄、楊梅壢庄為鄰，南邊為大平山下庄，西邊為頭湖庄、上陰影窩庄。
1901年（日治明治三十四年）11月，全台廢縣廳改設二十廳，該庄隸屬於桃仔園廳。1903年（明治三十六年），改名桃園廳。1909年（明治四十二年）10月，合併二十廳為十二廳，該庄隸屬不變。1920年（大正九年），廢十二廳改設五州二廳，該庄改制為「水尾」大字，隸屬於新竹州中壢郡楊梅庄，大字下有「水尾」、「隘口寮」小字名。1941年，楊梅庄升格為楊梅街。
戰後楊梅街改制為楊梅鎮，隸屬於新竹縣，大字亦改制為里。1950年桃、竹、苗分治，楊梅鎮改隸屬於桃園縣。2010年8月，楊梅鎮因人口達15萬而改制為楊梅市。2014年12月，桃園縣升格為直轄桃園市，楊梅市改制為楊梅區。

## 交通
台鐵縱貫線大致以東南東—西北西走向經過水尾地區中部，最近的是東南東方向的楊梅車站，屬三等站，停靠部分自強號、莒光號班次及全部的區間車。
省道台1線又稱「縱貫公路」，是台北至屏東楓港的幹道，大致以東南—西北走向經過本地區東南端境外不遠處，向東南轉東可前往楊梅市區、中壢、桃園等地，向西北轉西南可前往新豐、竹北、新竹等地。
市道115號是觀音至芎林的道路，大致以西北—東南走向本地區中北部，向西北可前往新屋、觀音等地，向東南轉南可經楊梅市區前往新埔、芎林，續行延伸道路過頭前溪橋可通往省道台68線（東西向快速公路－南寮竹東線）的芎林交流道。

## 學校
- 水美國小

## 廟宇
- 白蛇廟